# Rhodesia Castle
Die Rhodesia Castle war ein 1951 in Dienst gestelltes Passagierschiff der britischen Union-Castle Line, das im Liniendienst nach Afrika im Einsatz stand. Sie hatte eine mit knapp 16 Jahren relativ kurze Dienstzeit und wurde 1967 in Taiwan abgewrackt.

## Geschichte
Die Rhodesia Castle entstand unter der Baunummer 1431 in der Werft von Harland & Wolff in Belfast und lief am 5. April 1951 vom Stapel. Die Ablieferung an die Union-Castle Line erfolgte am 6. Oktober, die Indienststellung im Linienverkehr von Großbritannien nach Südafrika am 16. Oktober 1951. Bei der Rhodesia Castle handelte es sich um das erste von insgesamt drei Schwesterschiffen für diese Route. Die zwei anderen waren die Kenya Castle und die Braemar Castle, die beide ihren Dienst 1952 aufnahmen. Die drei Einheiten basierten auf der etwas größeren Bloemfontein Castle von 1950.
Die Rhodesia Castle umfuhr zunächst von London aus die Westküste Afrikas mit mehreren Zwischenstopps entlang, was auch als Afrika-Rundreise bezeichnet wurde. Anfang der 1960er Jahre erhielt das Schiff eine Modernisierung seiner Innenräume, um mit konkurrierenden Reedereien auf dieser Strecke wie dem Lloyd Triestino oder der British India Steam Navigation Company mithalten zu können. Hierzu gehörte die Auflösung der bisherigen Klassentrennung zwischen den Passagieren. Fortan machte das Schiff auf seiner Reise, die nun an Afrikas Ostküste entlang führte, unter anderem Station in Aden, Mombasa, Sansibar und Beira. Etwa zur selben Zeit sanken jedoch auch die Passagierzahlen auf der Afrika-Rundreise. Zuletzt gehörte die Rhodesia Castle mit ihren Schwesterschiffen zu den letzten Einheiten, die noch auf dieser Strecke im Einsatz standen.
Nachdem der Dienst nach Südafrika für Union-Castle nicht mehr rentabel war, wurde die Rhodesia Castle am 4. Mai 1967 nach nicht einmal 16 Jahren ausgemustert und aufgelegt. Knapp sechs Monate später traf das Schiff am 29. Oktober 1967 zum Abbruch in Kaohsiung ein. Das Schwesterschiff Braemar Castle ereilte bereits im Jahr zuvor nach nur 14 Dienstjahren dasselbe Schicksal, während die Kenya Castle nach einem Umbau als Kreuzfahrtschiff unter dem Namen Amerikanis noch bis 1996 im aktiven Einsatz blieb.